# Уніря (Алба-Юлія)
«Уніря» (рум. Fotbal Club Unirea 2006 Alba Iulia) — румунський футбольний клуб з міста Алба-Юлія, заснований 1924 року.

## Історія
Клуб заснований в 1924 році під ім'ям Unirea Mihai Viteazul Alba Iulia. За всю свою історію клуб грав в основному в нижчих румунських лігах, зрідка граючи в Лізі II. Тільки в 2003 році, клуб вперше в своїй 80-річній історії вийшов у Лігу I. Це сталося під керівництвом тренера Аурела Шунди. Клуб з ходу зайняв в лізі 6-е місце. Проте вже в наступному сезоні команда посіла 14-е місце з 16 клубів і вилетіла в Лігу II.
Сезон 2008/09 в Лізі II «Уніря» провела дуже впевнено і разом з першим місцем завоював путівку в Лігу I. Втім цього разу команда відразу посіла останнє 18 місці і знову покинула еліту.
Після сезону 2012/13 перша команда тимчасово зупинила ігрову діяльність і приєдналась перед сезоном 2014/15 до п'ятого дивізіону країни. В першому ж сезоні команда виграла цей дивізіон, а з 2016 року «Уніря» стала виступати в Лізі III .

### Хронологія зміни назв
- 1924—1970: Unirea Mihai Viteazul Alba Iulia
- 1970—1997: Unirea Alba-Iulia
- 1997—2006: Apulum Alba Iulia
- 2006—…: Unirea Alba Iulia[1]

## Стадіон

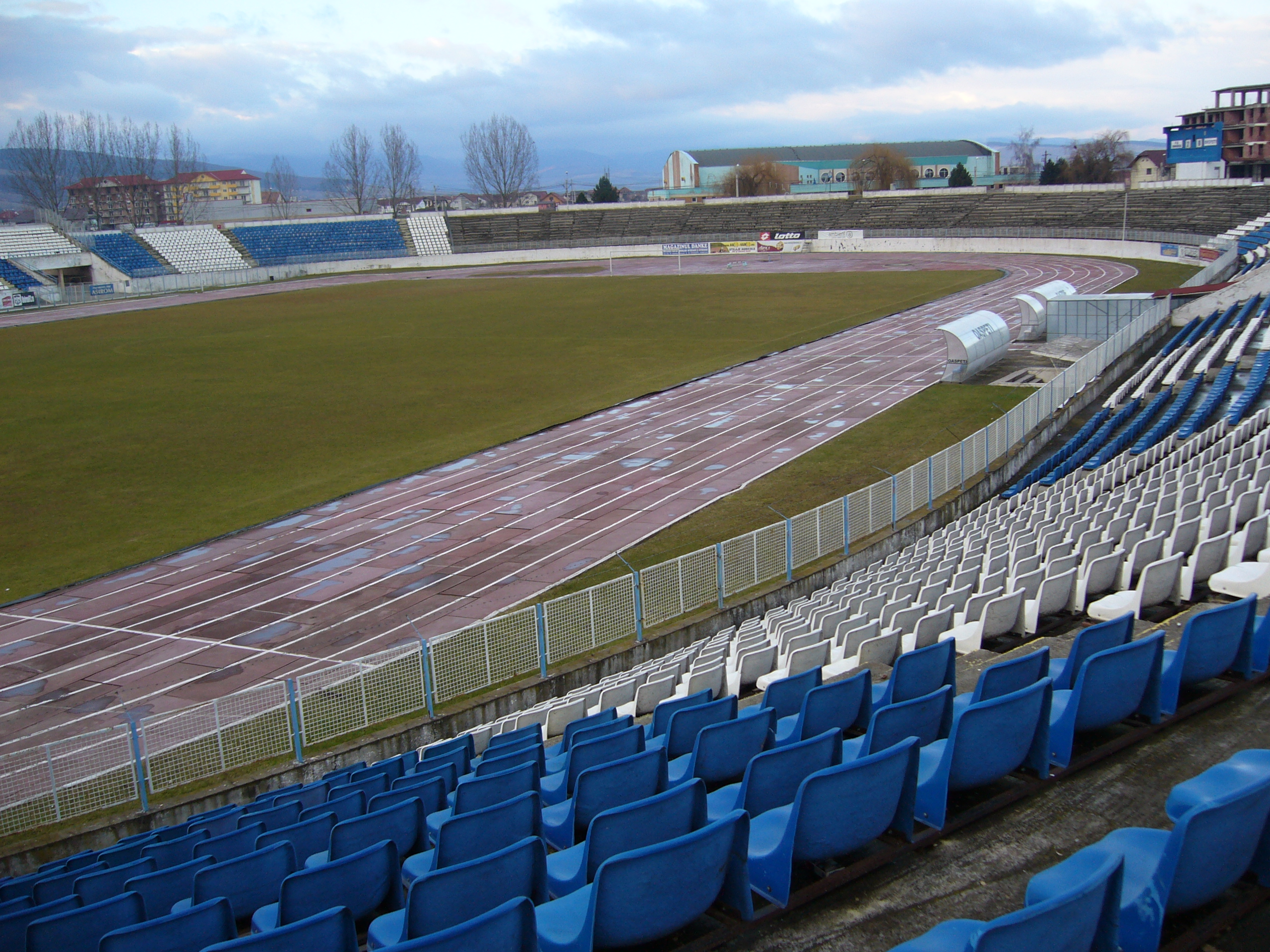
Стадіон «Вікторія-Четате»

Домашні матчі команда проводить на стадіоні «Вікторія-Четате», що вміщає 18 000 місць, з них 7 000 обладнані пластиковими стільцями. Стадіон, відкритий в 1982 році. Реконструйований у 2004 році. Є 11-им по місткості серед румунських стадіонів.

## Досягнення
- Кубок Румунії
Найкращий результат — півфінал 1990/91
- Ліга I
Найкращий результат — 6-е місце 2003/04
- Ліга II
Переможець (2) — 2002/03, 2008/09